# Proterythraeidae
Proterythraeidae zijn  een uitgestorven familie van mijten. Bij de familie is één geslacht met één soort ingedeeld.